# Lipotriches mozambensis
Lipotriches mozambensis är en biart som först beskrevs av Gregory B. Pauly 2003.  Lipotriches mozambensis ingår i släktet Lipotriches och familjen vägbin. Inga underarter finns listade i Catalogue of Life.